# 班贾尔巴鲁
班贾尔巴鲁是印度尼西亚南加里曼丹省的一个城市，位于马辰东南35（22英里）。2010年普查全市人口有199,627人，2014年估算值为215,440人。另一个城镇马塔普拉位在班贾尔巴鲁市的北部边界，实际上已经连为一座城市。服务省首府马辰的机场沙姆斯丁·努尔国际机场位于班贾尔巴鲁市境的西部。